# Grand Prix Formule 1 van Spanje 2002
De Grand Prix Formule 1 van Spanje 2002 werd gehouden op 28 april 2002 op het Circuit de Catalunya in Barcelona.

## Uitslag
| Positie | Nummer | Rijder                | Team               | Ronden | Tijd/Opgave        | Startplaats | Punten |
| ------- | ------ | --------------------- | ------------------ | ------ | ------------------ | ----------- | ------ |
| 1       | 1      | Michael Schumacher    | Scuderia Ferrari   | 65     | 1:30:29.981        | 1           | 10     |
| 2       | 6      | Juan Pablo Montoya    | Williams-BMW       | 65     | +35.630            | 4           | 6      |
| 3       | 3      | David Coulthard       | McLaren - Mercedes | 65     | +42.623            | 7           | 4      |
| 4       | 7      | Nick Heidfeld         | Sauber - Petronas  | 65     | +1:06.697          | 8           | 3      |
| 5       | 8      | Felipe Massa          | Sauber - Petronas  | 65     | +1:18.973          | 11          | 2      |
| 6       | 20     | Heinz-Harald Frentzen | Arrows - Cosworth  | 65     | +1:20.430          | 10          | 1      |
| 7       | 11     | Jacques Villeneuve    | BAR-Honda          | 64     | +1 Ronde           | 15          |        |
| 8       | 25     | Allan McNish          | Toyota             | 64     | +1 Ronde           | 19          |        |
| 9       | 24     | Mika Salo             | Toyota             | 64     | +1 Ronde           | 17          |        |
| 10      | 14     | Jarno Trulli          | Renault            | 63     | Motor              | 9           |        |
| 11      | 5      | Ralf Schumacher       | Williams-BMW       | 63     | Motor              | 3           |        |
| 12      | 15     | Jenson Button         | Renault            | 60     | Hydrauliek         | 6           |        |
| Ret     | 12     | Olivier Panis         | BAR-Honda          | 43     | Uitlaat            | 13          |        |
| Ret     | 16     | Eddie Irvine          | Jaguar Racing      | 41     | Hydrauliek         | 22          |        |
| Ret     | 21     | Enrique Bernoldi      | Arrows - Cosworth  | 40     | Hydrauliek         | 14          |        |
| Ret     | 10     | Takuma Sato           | Jordan-Honda       | 10     | Gespind            | 18          |        |
| Ret     | 9      | Giancarlo Fisichella  | Jordan-Honda       | 5      | Hydrauliek         | 12          |        |
| Ret     | 4      | Kimi Räikkönen        | McLaren - Mercedes | 4      | Achtervleugel      | 5           |        |
| Ret     | 17     | Pedro de la Rosa      | Jaguar Racing      | 2      | Gespind            | 16          |        |
| DNS     | 2      | Rubens Barrichello    | Scuderia Ferrari   | -      | Versnellingsbak    | 2           |        |
| DNS     | 22     | Mark Webber           | Minardi - Asiatech | -      | Veiligheidsredenen | 20          |        |
| DNS     | 23     | Alex Yoong            | Minardi - Asiatech | -      | Veiligheidsredenen | 21          |        |

## Wetenswaardigheden
- Michael Schumacher behaalde zijn derde "Grand Chelem" (Pole position, winst, snelste ronde en de hele race geleid) van zijn carrière, en zijn eerste sinds 1994.
- Het team van Minardi mocht niet deelnemen aan de race wegens enkele fouten in de vleugels.

## Statistieken
| Snelste ronde | Michael Schumacher | Scuderia Ferrari | 1:20.355 |

## Noot
- Dit was de vijftigste pole position voor een Duitse coureur.
- Vierde overwinning van de Grote Prijs van Spanje voor Michael Schumacher (eerdere overwinningen in 1995, 1996 en 2001) en hiermee vestigde hij een nieuw record. Hij verbrak het oude record van Jackie Stewart (3), gevestigd tijdens de Grote Prijs van Spanje van 1971.
- Michael Schumacher was voor de 25ste opeenvolgende keer de klassementsleider (sinds 2000), en hiermee vestigde hij een nieuw record. Hij verbrak het oude record van Niki Lauda (1976) en Ayrton Senna (1991).

1913 · 1923 · 1926 · 1927 · 1933 · 1934 · 1935 · 1951 · 1954 · 1967 · 1968 · 1969 · 1970 · 1971 · 1972 · 1973 · 1974 · 1975 · 1976 · 1977 · 1978 · 1979 · 1980 · 1981 · 1986 · 1987 · 1988 · 1989 · 1990 · 1991 · 1992 · 1993 · 1994 · 1995 · 1996 · 1997 · 1998 · 1999 · 2000 · 2001 · 2002 · 2003 · 2004 · 2005 · 2006 · 2007 · 2008 · 2009 · 2010 · 2011 · 2012 · 2013 · 2014 · 2015 · 2016 · 2017 · 2018 · 2019 · 2020 · 2021 · 2022 · 2023 · 2024 · 2025 · 2026